# Харченко Артем Геннадійович
Арте́м Генна́дійович Харченко (2 листопада 1990) — український спортсмен-дзюдоїст, бронзовий призер Літньої Універсіади — 2013.

## Спортивний шлях
Виступає в складі команди «Динамо» (Харків) та збірної України, старший тренер Дуброва Віталій.
2012 року в складі команди в Празі брав участь в Чемпіонаті Європи по дзюдо U-23.
2013 року брав участь у Відкритому континентальному чемпіонаті Тбілісі.
На XXVII Всесвітніх літніх студентських Іграх у Казані в липні 2013 року здобув бронзову медаль у вазі до 66 кг завоював.
Станом на літо 2013 року — студент 4 курсу Харківської державної академії фізичної культури. Проживає в Харкові.

## Державні нагороди
- Медаль «За працю і звитягу» (25 липня 2013) — за досягнення високих спортивних результатів на XXVII Всесвітній літній Універсіаді в Казані, виявлені самовідданість та волю до перемоги, піднесення міжнародного авторитету України[1]